# Străini în tren

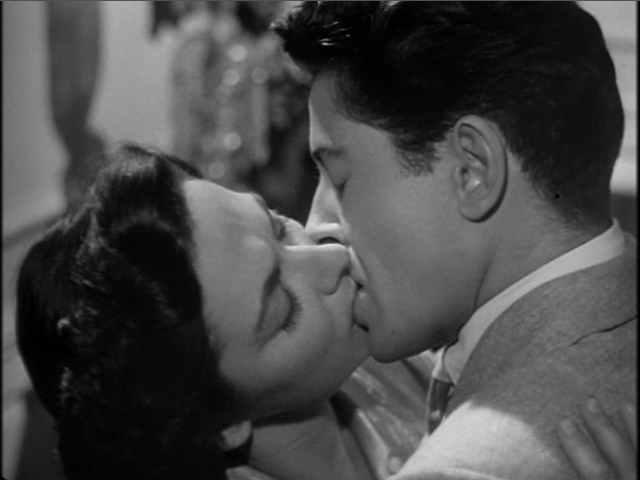

Străini în tren (în engleză Strangers on a Train) este un film de dragoste noir american din 1951 regizat de Alfred Hitchcock. În rolurile principale joacă actorii Farley Granger, Ruth Roman și Robert Walker.

## Distribuție
| Actor              | Role                                |
| ------------------ | ----------------------------------- |
| Farley Granger     | Guy Haines                          |
| Ruth Roman         | Anne Morton                         |
| Robert Walker      | Bruno Antony                        |
| Leo G. Carroll     | Senator Morton                      |
| Patricia Hitchcock | Barbara Morton                      |
| Laura Rogers       | Miriam Joyce Haines                 |
| Marion Lorne       | Mrs. Antony                         |
| Jonathan Hale      | Mr. Antony                          |
| Howard St. John    | Police Capt. Turley                 |
| John Brown⁠(d)      | Professor Collins                   |
| Norma Varden       | Mrs. Cunningham                     |
| Rober Gist         | Detectiv Hennessey                  |
| Georges Renavent   | Monsieur Darville (nemenționat)     |
| Barry Norton       | Tennis Match Specator (nemenționat) |